# Ephemera vulgata
Espèce
Ephemera vulgata est une espèce d'insectes appartenant à l'ordre des éphéméroptères.

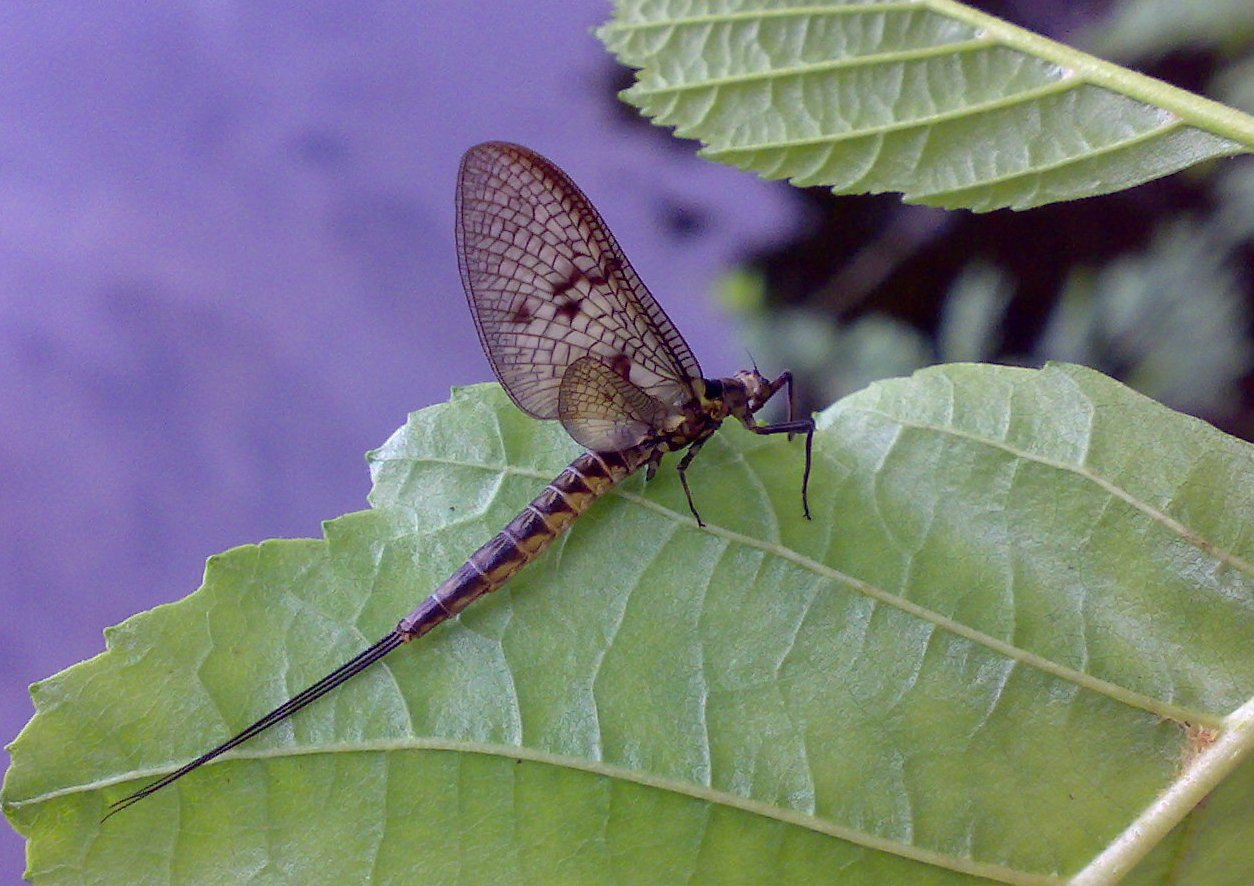
Femelle.

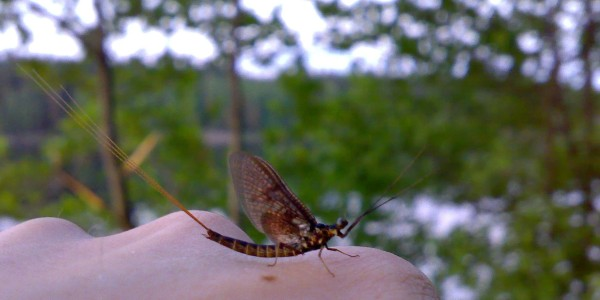
Mâle.

## Caractéristiques physiques
- Nymphe :
  - de 16 à 18 mm pour le corps, 22 à 30 mm avec les cerques.
- Imago :
  - Corps : ♂ 15 à 21 mm, ♀ 17 à 24 mm
  - Cerques : ♂ 30 à 35 mm, ♀ 22 à 27 mm
  - Ailes :♂ 15 à 17 mm, ♀ 18 à 23 mm

Ephemera vulgata est généralement un peu plus sombre et un peu plus petite que sa cousine Ephemera danica.

## Localisation
Dans les secteurs lents des rivières de deuxième catégorie et cours aval de grandes rivières, autrefois partout en Europe. Comme tous les éphémères, c'est une espèce qui est en voie de régression sur une grande partie de son territoire, probablement en raison de la pollution de l'eau, par les pesticides et les métaux lourds notamment, et en raison de la pollution lumineuse qui affecte fortement ces insectes au moment de l'émergence en groupe, si des luminaires sont situés à proximité des cours d'eau et allumés à ce moment.

## Éclosion
À partir de début juin et jusqu'à fin septembre, par groupes isolés.